# Eight
Eight (에잇?, E-itLR) è un singolo della cantautrice sudcoreana IU in collaborazione con il rapper connazionale Suga, pubblicato il 6 maggio 2020.

## Antefatti e pubblicazione
Il 27 aprile 2020, la EDAM Entertainment ha annunciato che IU avrebbe pubblicato un singolo il 6 maggio insieme a Suga dei BTS, riferendo altresì che la cantante aveva preso parte a diversi aspetti tecnici tra cui la composizione. Il titolo, Eight, è stato divulgato il giorno successivo.
Scritta da entrambi gli interpreti e prodotta da Suga, la collaborazione è scaturita dalla volontà di IU di pubblicare una canzone stilisticamente diversa dalla sua musica precedente. Secondo Suga, il processo di produzione è andato molto liscio, e "non c'è stato molto botta e risposta. Poco dopo averle mandato i beat (della canzone), me l'ha rimandata indietro con la melodia". IU ha raccontato di non aver dovuto pensare troppo ai testi, scrivendo ciò che si sentiva, grazie alla melodia facile.

## Descrizione
«Sebbene non sia sicura se sia dovuto alle mie emozioni personali, all'atmosfera generale della società che attraversa tempi duri a causa del disastro, o a entrambi, sento che i miei 28 anni saranno ricordati come una sensazione ricorrente di impotenza e letargia e dalla nostalgia per l''isola arancione' dove non eravamo tristi ma ci siamo sentiti liberi.»

— IU parlando di Eight
Eight è il seguito delle canzoni Twenty-Three (2015) e Palette (2017) che insieme rappresentano la serie "di formazione" di IU. Il titolo proviene dall'ultima cifra di 28, l'età coreana dei due interpreti.
Musicalmente è una traccia pop rock che fonde EDM acustica e rock con voci "delicate ed emotive" e "rap calmante", scritta in do diesis maggiore con un tempo di 120 battiti per minuto. La strumentazione consiste prevalentemente di pianoforte e chitarre e incorpora i sintetizzatori "ariosi" tipici di Suga. Il tema è l'autoriflessione e, secondo IU, i testi sono la dichiarazione di una ventottenne "usando una figura virtuale e varie metafore" e parlano del "desiderio triste che deriva dal tornare nello stesso posto, dall'impossibilità di andare avanti e dal continuare a perdersi nei pensieri." Sara Delgado di Teen Vogue ha descritto Eight come "una narrazione tra due personaggi in forma di soliloquio" che "rimugina sui ricordi e gli incontri passati", le cui analogie vengono usate per "trasmettere un senso di nostalgia, il tutto attraverso le lenti della gioventù e della perdita". Parte del pezzo recita "Sotto il sole arancione danziamo insieme senza ombre / Non esiste una cosa come un addio deciso / Incontriamoci in quel bellissimo ricordo".

## Esibizioni dal vivo
Il 16 maggio 2020, per festeggiare il suo compleanno e i tre milioni di iscritti al suo canale YouTube, IU ha caricato una versione live acustica di Eight, eseguendo anche la parte rap di Suga. La canzone ha fatto inoltre parte della scaletta presentata durante una puntata speciale di You Hee-yeol-ui sketchbook trasmessa il 18 settembre successivo per il dodicesimo anniversario del debutto della cantante; ha poi aperto il concerto The Golden Hour del 17 e 18 settembre 2022.
La prima esibizione live con entrambi gli interpreti è avvenuta il 10 aprile durante la puntata del talk show di IU, IU's Palette.

## Video musicale
Il video musicale è uscito in contemporanea con la pubblicazione del singolo. Diretto da Kim Woogie, ha come protagonista IU che "supera la propria gioventù". La clip si apre con la cantante che cammina in una stanza dall'aspetto futuristico e, attivato un macchinario, si sdraia su una barella. Attraversa quindi diverse fasi della sua vita attraverso i ricordi. Il video alterna scene animate in 3D e 2D ad altre in live action in cui IU viaggia per diversi mondi, camminando per una casa e coccolando un geco, prima di chiudersi con la cantante che si risveglia dalla sua trance.

## Accoglienza
| Recensione | Giudizio |
| ---------- | -------- |
| IZM        |          |

Recensendo per IZM, Hwang Sun-eob ha lodato i testi e la produzione e paragonato la direzione musicale di Eight a Wake Me Up di Avicii e Stay di Zedd e Alessia Cara.

## Tracce
1. Eight (feat. Suga) (에잇?, E-itLR) – 2:48 (IU, Suga e El Capitxn)

## Formazione
Crediti tratti da Melon.
- IU – voce, scrittura, arrangiamento
- Suga – voce ospite, produzione, scrittura, arrangiamento, piano, sintetizzatore
- El Capitxn – scrittura, arrangiamento, piano, sintetizzatore
- Jukjae – chitarra
- Vendors (Zenur) – chitarra
- Choi In-sung – basso
- Song Myung-gab – registrazione
- Kang Sun-young – ingegneria del suono
- Gu Jong-pil – missaggio
- Kwon Nam-woo – mastering

## Successo commerciale
Eight ha esordito in vetta alla Gaon Digital Chart sudcoreana riferita alla settimana 3-9 maggio, ed è apparsa anche al primo posto delle classifiche mensili di maggio e giugno. A novembre ha ricevuto la certificazione di platino per aver superato 100 milioni di riproduzioni in streaming. Ha chiuso il 2020 come sesta canzone di maggior successo dell'anno.
Negli Stati Uniti, nonostante la pubblicazione poco prima della chiusura della settimana di rilevazione dei dati musicali, ha raccolto 6 965 download in due giorni, entrando nella Billboard Digital Songs, indicante i brani più venduti nel territorio, in 13ª posizione, diventando una delle canzoni in coreano meglio posizionate di sempre nella storia della classifica.
Nel Regno Unito è apparsa in posizione 42 sulla sottoclassifica Official Downloads Chart.

## Classifiche

### Classifiche settimanali
| Classifica (2020)   | Posizione massima |
| ------------------- | ----------------- |
| Corea del Sud       | 1                 |
| Malaysia            | 1                 |
| Singapore           | 1                 |
| Ungheria (download) | 12                |

### Classifiche di fine anno
| Classifica (2020) | Posizione |
| ----------------- | --------- |
| Corea del Sud     | 6         |
| Classifica (2021) | Posizione |
| Corea del Sud     | 22        |
| Classifica (2022) | Posizione |
| Corea del Sud     | 142       |

## Riconoscimenti
- Circle Chart Music Award
  - 2021 – Canzone dell'anno (maggio)[41]
- Korean Music Award
  - 2021 – Candidatura Miglior canzone pop[42]
- Melon Music Award
  - 2020 – Miglior traccia rock[43]
  - 2020 – Candidatura Canzone dell'anno[44]
- Mnet Asian Music Award
  - 2020 – Miglior collaborazione[45]
  - 2020 – Candidatura Canzone dell'anno[46]

### Premi dei programmi musicali
- Inkigayo
  - 17 maggio 2020[47]
  - 24 maggio 2020[48]
  - 31 maggio 2020[49]